# Hippolyte Bayard
Hippolyte Bayard (Breteuil-sur-Noye, 20 de janeiro de 1801 — Nemours, 14 de maio de 1887) foi um pioneiro da fotografia.

## Biografia
Contemporâneo de Nicéphore Niépce, Louis Daguerre e de William Fox Talbot, Bayard aperfeiçoou, em 1839, um processo de obtenção de uma imagem fotográfica em positivo sobre papel: uma folha de papel era mergulhada numa solução de cloreto de sódio; depois de seca era mergulhada numa solução de nitrato de prata; quando estava quase seca era exposta a vapores de iodo e depois vapores de mercúrio; a luz descolorava a branco as zonas expostas fotograficamente, pelo que a imagem ficava directamente um positivo (um processo em tudo semelhante é ainda hoje utilizado no sistema Polaroid).
Daguerre, em 1838 e na sequência dos trabalhos realizados conjuntamente com Niépce, apresenta o daguerreótipo: uma imagem em positivo directo, mas impressa fotograficamente sobre placas de cobre; Talbot trabalha entre 1834 e 1839 na obtenção de imagens em negativo sobre papel (calótipo).
François Arago convence Bayard a não tornar pública a sua invenção, em beneficio do daguerreótipo. Na sequência desta cedência, Bayard, vê a sua oportunidade esfumar-se pelo emergente sucesso do daguerreótipo e é esquecido por Arago. Este esquecimento, apesar de Bayard ter o seu nome ligado à Academia das Ciências de Paris, à Academia de Belas-Artes de Paris e à Sociedade Francesa de Fotografia, acaba por se transmitir, em termos gerais, à própria história da fotografia.